# It Must Have Been Love
"It Must Have Been Love" é uma canção composta por Per Gessle e lançada pela dupla pop sueca Roxette. Comercialmente, é seu single mais bem-sucedido nos Estados Unidos. Rivaliza com "The Look" e "Joyride", como a canção mais estreitamente associada a eles.
Embora originalmente não fizesse parte de qualquer álbum do Roxette, "It Must Have Been Love" foi lançado como single em 23 de novembro de 1987 apenas na Suécia com o título "It Must Have Been Love (Christmas for the Broken Hearted)", em seguida, lançada internacionalmente, em 1990, a partir da trilha sonora do filme Pretty Woman.
Em 2005, Per Gessle recebeu um prêmio do BMI após a canção ultrapassar a marca de quatro milhões de execuções em rádios.

## Trilha sonora
Após o lançamento do álbum Look Sharp!, Touchstone Pictures procurou o Roxette e a gravadora EMI para uma contribuição para a trilha sonora de seu próximo lançamento, a comédia romântica Pretty Woman, estrelada por Richard Gere e a atriz indicada ao Oscar Julia Roberts. Gessle afirmou que "It Must Have Been Love (Christmas for the Broken Hearted)", gravação realizada há dois anos, foi escolhida porque a dupla não tinha tempo para compor e gravar uma nova canção enquanto apresentava-se pela Austrália e Nova Zelândia. Gessle e o produtor Clarence Öfwerman tomaram a gravação original de 1987, acrescentaram vocais ao fundo, removeram "(Christmas for the Broken Hearted)" do título e alteraram as referências ao Natal antes presentes na letra da canção, substituindo o trecho "...It's a hard Christmas day..." [é um duro dia de Natal] por "...It's a hard winter's day..." [é um duro dia de inverno]. 
32 anos após o lançamento, e, 29 anos após o sucesso na trilha sonora de "Pretty Woman", It Must Have Been Love foi incluído na trilha sonora volume 2 da novela "Verão 90", exibida em 2019 pela TV Globo.

## Faixas (lançamento de 1987)
| Lado um |                                                             |         |  |
| N.º     | Título                                                      | Duração |  |
| 1.      | "It Must Have Been Love (Christmas for the Broken Hearted)" | 4:48    |  |

| Lado dois |              |         |  |
| N.º       | Título       | Duração |  |
| 2.        | "Turn to Me" | 2:58    |  |

"It Must Have Been Love" tornou-se um sucesso internacional em 1990. Não foi o primeiro single lançado a partir da trilha sonora de Pretty Woman - o filme foi lançado nos Estados Unidos em 23 de março de 1990 -, mas "It Must Have Been Love" tornou-se o maior sucesso, passando duas semanas como a número um na lista da Billboard Hot 100, a partir da edição de 16 de junho. Foi certificada como Ouro pela RIAA por vendas superiores a 500.000 cópias, e a revista Billboard listou "It Must Have Been Love", como o #2 Hot 100 singles do ano, atrás apenas de "Hold On", de Wilson Phillips. O single culminou em #3 no UK Singles Chart, melhor posição já alcançada por um single do Roxette no Reino Unido. Mais tarde, tornou-se o segundo de três singles #1 na Austrália, passando duas semanas no topo do ranking Australian ARIA Singles Chart, em julho de 1990.
Segundo Marie Fredriksson, a filmagem do vídeo foi uma experiência surreal.
| “ | ... o vídeo foi uma experiência estranha. O diretor queria todos os movimentos em câmera lenta e então eu tinha que sincronizar os movimentos labiais em velocidade dobrada. A minha primeira lição era como a cantar uma balada emocional ao estilo Mickey Mouse. Uma estranha forma de ganhar a vida | ” |

Uma diferente versão da música foi gravada em um estúdio em Los Angeles em 1991, durante a turnê mundial Join the Joyride World Tour. A versão de inspiração country da canção foi incluída no álbum Tourism: Songs from Studios, Stages, Hotelrooms & Other Strange Places, de 1992. O relançamento da versão de 1990 da canção entrou no Top 10 britânico em setembro de 1993, após Pretty Woman ter sido exibido pela primeira vez na TV.

## Ranking
"It Must Have Been Love" foi um enorme sucesso, atingindo a #1 posição na Billboard por duas semanas. Também foi #1 na Austrália por 2 semanas e durante 12 semanas na Noruega e na Suíça.
A canção atingiu o Top 5 no Reino Unido, Suécia, Áustria, Alemanha, e o Top 20 na Itália.

## Faixas (lançamento de 1990)
| N.º | Título                   | Duração |  |
| 1.  | "It Must Have Been Love" |         |  |
| 2.  | "Paint"                  |         |  |

## Desempenho nas paradas
| Parada (1990)                               | Melhor posição |
| ------------------------------------------- | -------------- |
| Alemanha (Media Control Charts)             | 4              |
| Austrália (ARIA)                            | 1              |
| Áustria (Ö3 Austria Top 75)                 | 3              |
| Bélgica (Ultratop 50 da Valônia)            | 3              |
| França (SNEP)                               | 170            |
| Noruega (VG-lista)                          | 1              |
| Nova Zelândia (Recorded Music NZ)           | 2              |
| Países Baixos (Single Top 100)              | 2              |
| Polónia (Polish Singles Chart)              | 1              |
| Reino Unido - (The Official Charts Company) | 3              |
| Suécia (Sverigetopplistan)                  | 4              |
| Suíça (Schweizer Hitparade)                 | 1              |

| Paradas de fim-de-ano (1990)       | Melhor posição |
| ---------------------------------- | -------------- |
| Austrália (ARIA)                   | 4              |
| Estados Unidos (Billboard Hot 100) | 2              |

### Vendas e certificações
| País           | Certificador | Certificação               | Vendas   |
| -------------- | ------------ | -------------------------- | -------- |
| Alemanha       | BVMI         | Ouro                       | 250.000+ |
| Austrália      | ARIA         | Platina[carece de fontes?] | 70.000+  |
| Áustria        | IFPI Áustria | Ouro                       | 15.000+  |
| Estados Unidos | RIAA         | Ouro                       | 500.000+ |
| Reino Unido    | BPI          | Prata                      | 200.000+ |
| Suécia         | GLF          | Ouro                       | 25.000+  |

## No Sé Si Es Amor
Em 1996, "It Must Have Been Love" foi gravada em língua espanhola para o álbum Baladas En Español com o título "No Sé Si Es Amor", chegando a #6 na Espanha.

## Covers

### När Kärleken Föds
Em 2006, a cantora sueca Shirley Clamp gravou uma versão em língua sueca de "It Must Have Been Love" chamada "När Kärleken Föds" ("Quando Nasce o Amor"), que foi lançado como single em abril de 2006 e culminaram no #6, no ranking de singles sueco. Em 11 de junho de 2006, "När Kärleken Föds" entrou em oitavo lugar no Svensktoppen.

#### Faixas
1. "När Kärleken Föds" - 5:08
2. "Öppna Din Dörr" - 4:12

### Outros covers
- Polly Esther, Digital Bitch, The Chipmunks, Sanne Salomonsen e Jeanette Biedermann fizeram covers dessa música.
- A dupla pop britânica Journey South fez uma versão acústica de "It Must Have Been Love", álbum intitulado 2006.
- Cantor mexicano Rocio Banquells gravou a sua própria versão acústica em 1991 para o seu álbum Escucha el Infinito.
- S.K.Y. fez um cover da canção para a compilação S.K.Y. Presents Christmas Trance de 2006.
- A banda australiana Aleks and The Ramps em seu álbum Pisces Vs Aquarius.
- O cantor alemão Get Well Soon, em 2008.
- A série Glee, em sua sexta temporada, no episódio 5 "The Hurt Locker: Part II" também performou o cover da música, com os vocais principais por Becca Tobin ( Kitty) e Marshall Williams (Spencer). Laura Dreyfuss (Madison), Billy Lewis Jr. (Mason), Samantha Marie Ware (Jane) e Noah Guthrie (Roderick) foram os backing vocals.